# Samir Trindade
Samir de Oliveira Trindade (Rio de Janeiro, 4 de maio de 1983) é um compositor brasileiro especializado em samba-enredo. Foi campeão do carnaval por três vezes no Grupo Especial e outras duas vezes em grupos de acesso. É vencedor de cinco Estandartes de Ouro, considerado o "Óscar do carnaval". Compôs sambas para Beija-Flor, Portela, Império da Tijuca, entre outras escolas. Samir é casado com Danielli Trindade e pai de quatro filhos.

## Biografia
Samir começou a compor na adolescência, influenciado pelo avô, Dom Beto, que era compositor da Portela e do Arame de Ricardo. Ganhou cinco disputas de samba num bloco de carnaval perto de sua casa. Depois começou a participar das disputas da Portela, mas não passava da primeira fase. A partir de 2002, passou a disputar na Beija-Flor. Sua primeira vitória na escola foi na disputa para o carnaval de 2010, com um samba sobre Brasília. No ano seguinte venceu novamente e a Beija-Flor foi campeã do carnaval com uma homenagem ao cantor Roberto Carlos. Em 2013 recebeu seu primeiro Estandarte de Ouro. Venceu o carnaval novamente em 2015 com a Beija-Flor. A partir de 2016, passou a compor para a Portela, onde ganhou três disputas seguidas. Também recebeu seu segundo Estandarte pelo samba de 2016.

## Composições
Abaixo, os sambas de enredo compostos por Samir Trindade.
| Legenda: N Campeã do carnaval |

| Ano  | Divisão         | Agremiação             | Samba-enredo | Ref.   |
| ---- | --------------- | ---------------------- | --- | ------ |
| 2010 | Especial RJ     | Beija-Flor             | Brilhante ao Sol do Novo Mundo, Brasília: Do Sonho à Realidade, a Capital da Esperança                                             | [ 4 ]  |
| 2011 | Especial RJ     | Beija-Flor             | A Simplicidade de Um Rei | [ 5 ]  |
| 2012 | Especial RJ     | Beija-Flor             | São Luís - O Poema Encantado do Maranhão                                                                                           | [ 6 ]  |
| 2013 | Série A (RJ)    | Império da Tijuca      | Negra, Pérola Mulher | [ 7 ]  |
| 2013 | Grupo D (RJ)    | Arame de Ricardo       | Do Meu Nordeste ao Seu Agreste, Hoje Sou Cabra da Peste!                                                                           | [ 8 ]  |
| 2014 | Especial RJ     | Beija-Flor             | O Astro Iluminado da Comunicação Brasileira                                                                                        | [ 9 ]  |
| 2014 | Grupo B (RJ)    | Unidos da Ponte        | Minha História É Você, Nossa Paixão É Por Ti: São João de Meriti                                                                   | [ 10 ] |
| 2015 | Especial RJ     | Beija-Flor             | Um Griô Conta a História: Um Olhar Sobre a África e o Despontar da Guiné Equatorial. Caminhemos Sobre a Trilha de Nossa Felicidade | [ 11 ] |
| 2016 | Especial RJ     | Portela                | No Voo da Águia, Uma Viagem Sem Fim...                                                                                             | [ 12 ] |
| 2016 | Especial SP     | Tatuapé                | É Ela, a Deusa da Passarela - Olha a Beija-Flor Aí Gente!                                                                          |        |
| 2016 | Série A (RJ)    | Unidos de Padre Miguel | O Quinto dos Infernos! | [ 13 ] |
| 2016 | Série A (RJ)    | Cubango                | Um Banho de Mar à Fantasia | [ 14 ] |
| 2016 | Série B (RJ)    | União de Jacarepaguá   | De Grão em Grão a Galinha Enche o Papo!                                                                                            | [ 15 ] |
| 2017 | Especial RJ     | Portela                | Quem Nunca Sentiu o Corpo Arrepiar ao Ver Esse Rio Passar...                                                                       | [ 16 ] |
| 2017 | Série A (RJ)    | Unidos de Padre Miguel | Ossaim: o Poder da Cura | [ 17 ] |
| 2017 | Série A (RJ)    | Inocentes              | Vilões - O Verso do Inverso | [ 18 ] |
| 2017 | Série C (RJ)    | Vigário Geral          | Conto do Vigário: Nasce Um Trouxa a Cada Minuto                                                                                    | [ 19 ] |
| 2017 | Série E (RJ)    | Império Ricardense     | La Ultima Noche de Carnaval | [ 20 ] |
| 2018 | Série B (RJ)    | Arame de Ricardo       | Agbayê - Dos Orixás Renasce a Vida!                                                                                                | [ 21 ] |
| 2018 | Especial RJ     | Portela                | De Repente de Lá pra Cá e Dirrepente de Cá pra Lá                                                                                  | [ 22 ] |
| 2018 | Série A (RJ)    | Império da Tijuca      | Olubajé - Um Banquete para o Rei                                                                                                   | [ 23 ] |
| 2018 | Série A (RJ)    | Alegria da Zona Sul    | Bravos Malês! A Saga de Luiza Mahin                                                                                                | [ 24 ] |
| 2019 | Série A (RJ)    | Cubango                | Igbá Cubango – A Alma das Coisas e a Arte dos Milagres                                                                             | [ 25 ] |
| 2019 | Série A (RJ)    | Santa Cruz             | Ruth de Souza – Senhora Liberdade, Abre as Asas Sobre Nós                                                                          | [ 26 ] |
| 2019 | Série A (RJ)    | Unidos de Bangu        | Do Ventre da Terra, Raízes para o Mundo                                                                                            | [ 27 ] |
| 2019 | Série A (RJ)    | Alegria da Zona Sul    | Saravá, Umbanda! | [ 28 ] |
| 2020 | Série A (RJ)    | Unidos de Padre Miguel | Ginga | [ 29 ] |
| 2020 | Série A (RJ)    | Santa Cruz             | Santa Cruz de Barbalha – Um Conto Popular no Cariri Cearense                                                                       | [ 30 ] |
| 2022 | Especial SP     | Império de Casa Verde  | O Poder da Comunicação - Império, o Mensageiro das Emoções                                                                         |        |
| 2022 | Série Ouro (RJ) | Santa Cruz             | Axé! Milton Gonçalves no Catupé da Santa Cruz                                                                                      | [ 31 ] |
| 2023 | Especial SP     | Império de Casa Verde  | Império dos Tambores – Um Brasil Afromusical                                                                                       |        |
| 2023 | Série Ouro (RJ) | Estácio de Sá          | São João, São Luís, Maranhão! Acende a Fogueira do Meu Coração                                                                     |        |
| 2023 | Série Ouro (RJ) | Império da Tijuca      | Cores do Axé |        |
| 2024 | Especial SP     | Império de Casa Verde  | Fafá - A Cabocla Mística em Rituais da Floresta                                                                                    |        |
| 2025 | Série Prata     | Santa Cruz             | Os Sagrados Altares Tupiniquins | [ 32 ] |
| 2025 | Série Prata     | Vizinha Faladeira      | Carnaval para Gringo Ver | [ 33 ] |
| 2025 | Especial RJ     | Portela                | Cantar Será Buscar o Caminho que Vai Dar no Sol - Uma Homenagem a Milton Nascimento                                                | [ 34 ] |

## Premiações
Abaixo, a lista de prêmios recebidos por Samir.
- Estandarte de Ouro

1. 2013 - Melhor samba-enredo (Império da Tijuca - "Negra, Pérola Mulher") [35]
2. 2016 - Melhor samba-enredo (Portela - "No Voo da Águia, Uma Viagem Sem Fim...") [36]
3. 2017 - Melhor samba-enredo (Unidos de Padre Miguel - "Ossaim: o Poder da Cura") [37]
4. 2019 - Melhor samba-enredo (Cubango - "Igbá Cubango – A Alma das Coisas e a Arte dos Milagres") [38]
5. 2020 - Melhor samba-enredo (Santa Cruz - "Santa Cruz de Barbalha – Um Conto Popular no Cariri Cearense") [39]

- Estrela do Carnaval

1. 2011 - Melhor samba-enredo (Beija-Flor - "A Simplicidade de Um Rei") [40]
2. 2013 - Melhor samba-enredo (Império da Tijuca - "Negra, Pérola Mulher") [41]
3. 2015 - Melhor samba-enredo (Beija-Flor - "Um Griô Conta a História: Um Olhar Sobre a África e o Despontar da Guiné Equatorial. Caminhemos Sobre a Trilha de Nossa Felicidade") [42]
4. 2016 - Melhor samba-enredo (Portela - "No Voo da Águia, Uma Viagem Sem Fim...") [43]
5. 2017 - Melhor samba-enredo (Unidos de Padre Miguel - "Ossaim: o Poder da Cura") [44]
6. 2019 - Melhor samba-enredo (Cubango - "Igbá Cubango – A Alma das Coisas e a Arte dos Milagres") [45]
7. 2020 - Melhor samba-enredo (Santa Cruz - "Santa Cruz de Barbalha – Um Conto Popular no Cariri Cearense") [46]
8. 2023 - Melhor samba-enredo (Império de Casa Verde - "Império dos Tambores – Um Brasil Afromusical") [47]

- Gato de Prata

1. 2013 - Melhor samba-enredo (Império da Tijuca - "Negra, Pérola Mulher") [48][49]

- Melhores do Carnaval

1. 2019 - Melhor samba-enredo (Cubango - "Igbá Cubango – A Alma das Coisas e a Arte dos Milagres") [50]

- Plumas & Paetês Cultural

1. 2013 - Melhor samba-enredo (Império da Tijuca - "Negra, Pérola Mulher") [51]
2. 2016 - Melhor samba-enredo (Portela - "No Voo da Águia, Uma Viagem Sem Fim...") [52]
3. 2019 - Melhor samba-enredo (Santa Cruz - "Ruth de Souza – Senhora Liberdade, Abre as Asas Sobre Nós") [53]

- Prêmio 100% Carnaval

1. 2019 - Melhor samba-enredo (Santa Cruz - "Ruth de Souza – Senhora Liberdade, Abre as Asas Sobre Nós") [54]
2. 2020 - Melhor samba-enredo (Santa Cruz - "Santa Cruz de Barbalha – Um Conto Popular no Cariri Cearense") [55]

- Prêmio SASP

1. 2024 - Melhor samba-enredo (Império de Casa Verde - "Fafá - A Cabocla Mística em Rituais da Floresta")[56]

- Prêmio SRzd

1. 2013 - Melhor samba-enredo (Império da Tijuca - "Negra, Pérola Mulher") [57]
2. 2016 - Melhor samba-enredo (Portela - "No Voo da Águia, Uma Viagem Sem Fim...") [58]
3. 2020 - Melhor samba-enredo (Santa Cruz - "Santa Cruz de Barbalha – Um Conto Popular no Cariri Cearense") [59]
4. 2023 - Melhor samba-enredo (Império de Casa Verde - "Império dos Tambores – Um Brasil Afromusical") [60]
5. 2024 - Melhor samba-enredo (Império de Casa Verde - "Fafá - A Cabocla Mística em Rituais da Floresta")[61]

- Prêmio Ziriguidum

1. 2016 - Melhor samba-enredo (União de Jacarepaguá - "De Grão em Grão a Galinha Enche o Papo!") [62]

- S@mba-Net

1. 2013 - Melhor samba-enredo (Império da Tijuca - "Negra, Pérola Mulher") [63]
2. 2016 - Melhor samba-enredo (Portela - "No Voo da Águia, Uma Viagem Sem Fim...") [64]
3. 2019 - Melhor samba-enredo (Santa Cruz - "Ruth de Souza – Senhora Liberdade, Abre as Asas Sobre Nós") [65]
4. 2020 - Melhor samba-enredo (Santa Cruz - "Santa Cruz de Barbalha – Um Conto Popular no Cariri Cearense") [66]

- Troféu Apoteose

1. 2013 - Melhor samba-enredo (Império da Tijuca - "Negra, Pérola Mulher") [67]

- Troféu Explosão in Samba

1. 2018 - Melhor samba-enredo (Arame de Ricardo- "Agbayê - Dos Orixás Renasce a Vida!") [68]
2. 2019 - Melhor samba-enredo ("Igbá Cubango – A Alma das Coisas e a Arte dos Milagres") [69]

- Troféu Jorge Lafond

1. 2013 - Melhor samba-enredo (Império da Tijuca - "Negra, Pérola Mulher") [70]

- Troféu Nota 10

1. 2019 - Melhor samba-enredo ("Igbá Cubango – A Alma das Coisas e a Arte dos Milagres") [71]

- Troféu Sambario

1. 2019 - Melhor samba-enredo ("Igbá Cubango – A Alma das Coisas e a Arte dos Milagres") [72]

- Troféu Sambista

1. 2017 - Melhor samba-enredo (Unidos de Padre Miguel - "Ossaim: o Poder da Cura") [73]

- Troféu Tupi Carnaval Total

1. 2015 - Melhor samba-enredo (Beija-Flor - "Um Griô Conta a História: Um Olhar Sobre a África e o Despontar da Guiné Equatorial. Caminhemos Sobre a Trilha de Nossa Felicidade") [74]

## Títulos e estatísticas
Como compositor, Samir participou de vários campeonatos de escolas diferentes.
| Divisão        | Campeonato | Ano               | Vice | Ano               | Terceiro lugar | Ano                                                             |
| -------------- | ---------- | ----------------- | ---- | ----------------- | -------------- | --------------------------------------------------------------- |
| Grupo Especial | 3          | 2011, 2015 e 2017 | 0    | -                 | 2              | 2010 (Beija-Flor), 2016 (Portela), 2022 (Império de Casa Verde) |
| Série A        | 1          | 2013              | 3    | 2016, 2019 e 2020 | 0              | -                                                               |
| Série E        | 1          | 2017              | 0    | -                 | 0              | -                                                               |